# Hinton Battle
Hinton Battle (Hoppstädten-Weiersbach, 29 de noviembre de 1956-30 de enero de 2024) fue un actor, bailarín, y profesor de baile estadounidense. Ganó tres Premios Tony, todos en la categoría de Mejor Actor de Reparto en un Musical. Fue el primero en interpretar al Espantapájaros en la versión teatral de The Wiz.

## Primeros años
Battle nació en Neubrücke, Hoppstädten, Alemania Occidental y se crio en Washington D. C. y Nueva York. Su madre era una ama de casa y su padre un oficial del ejército de Estados Unidos. El talento enorme de Battle se hizo aparente a los nueve años de edad. Después de estudiar tres años ballet, recibió una beca para estudiar en The School of American Ballet donde estudió hasta los quince años.